# دم‌بادبزنی گلوسفید
دم‌بادبزنی گلوسفید (نام علمی: Rhipidura albicollis) نام یک گونه از سرده دم‌بادبزنی است.